# Stjepan Obran
Stjepan Obran (* 2. August 1956 in Koprivnica, SFR Jugoslawien) ist ein ehemaliger jugoslawisch-kroatischer Handballspieler und Handballtrainer. 

## Karriere

### Verein
Stjepan Obran lernte das Handballspielen beim RK Partizan Koprivnica. Er spielte für die Vereine RK Crvenka, RK Medveščak Zagreb, RK Partizan Bjelovar und die deutschen Vereine Tuspo Nürnberg und TuS Fürstenfeldbruck. Mit Bjelovar wurde er 1977 und 1979 jugoslawischer Meister. Bei Fürstenfeldbruck war er der erste Profispieler, mit ihm gelang 1992 der Aufstieg in die 2. Bundesliga. Mit 44 Jahren spielte er noch in der kroatischen 1-B-Liga, wo er auf seinen 17-jährigen Sohn Dario traf.
Als Trainer war er für den RK Varteks Varaždin aktiv.

### Nationalmannschaft
Mit der jugoslawischen Nationalmannschaft gewann Obran bei den Mittelmeerspielen 1983 die Goldmedaille. Bei den Olympischen Spielen 1980 in Moskau belegte er mit der Auswahl den sechsten Platz. Bei der Weltmeisterschaft 1982 gewann er mit dem Team die Silbermedaille.